# Захід на посадку

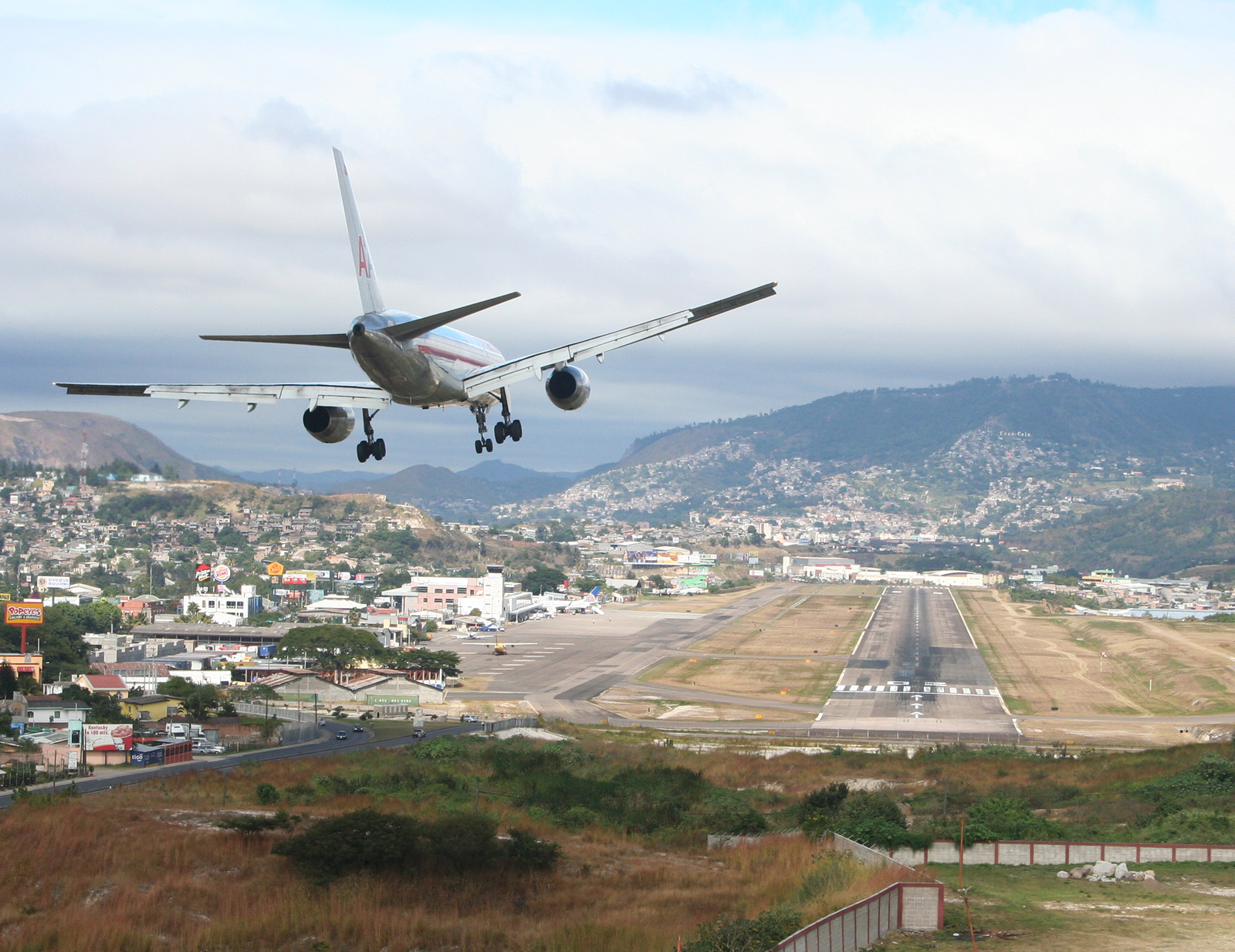
Boeing 757 American Airlines заходить на посадку в аеропорт Тонконтін, Тегусігальпа (Гондурас).

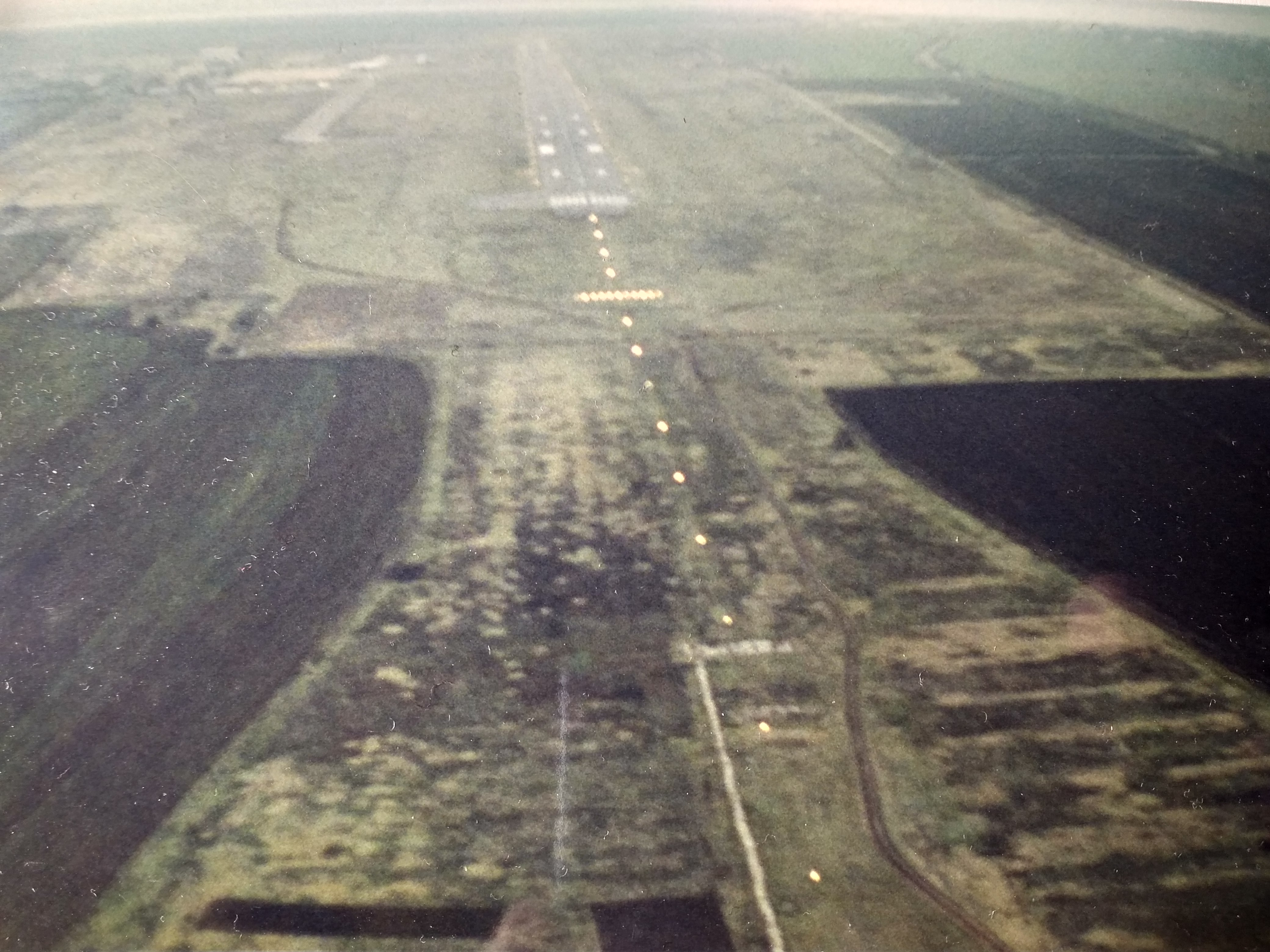
Захід на посадку, світлосигнальна система М-2

Захі́д на поса́дку — один з кінцевих етапів польоту повітряного судна, що безпосередньо йде перед посадкою літального об'єкта. Забезпечує вивід повітряного судна на траєкторію (глісаду), яка є передпосадковою прямою, що веде до точки приземлення.
Захід на посадку може здійснюватися як з використанням радіонавігаційного обладнання (називається в такому випадку заходом на посадку за приладами), так і візуально, при якому орієнтування здійснюється екіпажем за природною лінією горизонту та інших орієнтирах на місцевості. Захід може здійснюватись за приладами, що переважно є продовженням польоту за ППП (правила польоту за приладами) або ж візуальним заходом згідно ПВП (Правила візуальних польотів).